# حكومة عماد خميس
تشكلت حكومة عماد خميس في 3 تموز 2016 بموجب المرسوم رقم 203 لعام 2016، وأدت اليمين الدستورية في 11 تموز. هذه الحكومة هي الوزارة رقم 93 منذ استقلال سورية عن الدولة العثمانية عام 1918، وهي سادس وزارة في عهد الرئيس بشار الأسد.
أتت هذه الحكومة بعد الانتخابات التشريعية السورية 2016 التي جرت في 13 نيسان 2016، وضم التشكيل الوزاري خمسة عشر وزيراً جديداً، خمسة منهم وزراء دولة.

## التعديلات الحكومية
- بتاريخ 29 آذار 2017 صدر المرسوم الرئاسي رقم 92 لعام 2017 القاضي بتسمية كُلٍّ مِنْ
  - القاضي هشام محمد ممدوح الشعار وزيراً للعدل
  - الدكتورة سلام محمد سفاف وزيرةً للتنمية الإدارية
  - الدكتور محمد سامر عبد الرحمن الخليل وزيراً للاقتصاد والتجارة الخارجية.[2]
- بتاريخ 1 كانون الثاني 2018 صدر المرسوم الرئاسي رقم 1 لعام 2018 القاضي بتسمية كُلٍّ مِنْ
  - العماد علي عبد الله أيوب وزيراً للدفاع
  - محمد مازن علي يوسف وزيراً للصناعة
  - عماد عبد الله سارة وزيراً للإعلام[3]
- بتاريخ 26 تشرين الثاني 2018 صدر المرسوم الرئاسي رقم 360 لعام 2018[4][5][6] القاضي بتسمية كُلٍّ مِنْ
  - المهندس حسين عرنوس وزيراً للموارد المائية
  - الدكتور عاطف نداف وزيراً للتجارة الداخلية وحماية المستهلك
  - اللواء محمد خالد الرحمون وزيراً للداخلية
  - المهندس محمد رامي رضوان مرتيني وزيراً للسياحة
  - السيد عماد موفق العزب وزيراً للتربية
  - الدكتور بسام بشير إبراهيم وزيراً للتعليم العالي
  - المهندس سهيل محمد عبد اللطيف وزيراً للأشغال العامة والإسكان
  - المهندس إياد محمد الخطيب وزيراً للاتصالات والتقانة
  - المهندس محمد معن زين العابدين جذبة وزيراً للصناعة

كما صدر قرار في نفس اليوم ألغى «وزارة الدولة لشؤون المصالحة الوطنية» والتي تم استحداثها عام 2011 إثر الحرب الأهلية السورية، وتم استبدالها بهيئة إدارية تحت اسم «هيئة المصالحة الوطنية».
- بتاريخ 11 أيار 2020 صدر المرسوم الرئاسي رقم 123 للعام 2020 القاضي بتسمية طلال البرازي وزيراً للتجارة الداخلية وحماية المستهلك، وإنهاء تعيينه محافظاً لمحافظة حمص.[8]

- بتاريخ 11 حزيران 2020 صدر المرسوم الرئاسي رقم 143 القاضي بإعفاء رئيس مجلس الوزراء المهندس عماد خميس من منصبه وتكليف المهندس حسين عرنوس - الذي يشغل منصب وزير الموارد المائية - بمهام رئيس المجلس إضافة لمهامه.[9] حيثُ استمرت الحكومة بأداء مهامها لحين تشكيل مجلس وزراء جديد بعد الانتخابات التشريعية في تموز 2020.[10]

## التشكيل الوزراي
تتألف حكومة عماد خميس من الوزراء:
| الترتيب | المنصب                                        | الصورة | شاغل المنصب                | الحزب                             | الحزب | في المنصب من         | في المنصب حتى        |
| ------- | --------------------------------------------- | ------ | -------------------------- | --------------------------------- | ----- | -------------------- | -------------------- |
| –       | رئيس مجلس الوزراء                             |        | عماد محمد ديب خميس         | حزب البعث العربي الاشتراكي        |       | 3 تموز 2016          | 11 حزيران 2020       |
| –       | رئيس مجلس الوزراء                             |        | حسين عرنوس (مُكلّف)          | حزب البعث العربي الاشتراكي        |       | 11 حزيران 2020       | 14 ايلول 2024        |
| –       | نائب رئيس مجلس الوزراء                        |        | وليد المعلم                | حزب البعث العربي الاشتراكي        |       | 23 حزيران 2012       | 16 تشرين الثاني 2020 |
| 1       | الدفاع                                        |        | فهد جاسم الفريج            | حزب البعث العربي الاشتراكي        |       | 18 تموز 2012         | 1 كانون الثاني 2018  |
| 1       | الدفاع                                        |        | علي عبد الله أيوب          | حزب البعث العربي الاشتراكي        |       | 1 كانون الثاني 2018  | 28 نيسان 2022        |
| 2       | الخارجية والمغتربين                           |        | وليد المعلم                | حزب البعث العربي الاشتراكي        |       | 11 شباط 2006         | 16 تشرين الثاني 2020 |
| 3       | الأوقاف                                       |        | محمد عبد الستار السيد      | حزب البعث العربي الاشتراكي        |       | 8 كانون الأول 2007   | 10 كانون الأول 2024  |
| 4       | شؤون رئاسة الجمهورية                          |        | منصور فضل الله عزام        |                                   |       | 23 نيسان 2009        | 13 كانون الأول 2023  |
| 5       | الداخلية                                      |        | محمد إبراهيم الشعار        | حزب البعث العربي الاشتراكي        |       | 14 نيسان 2011        | 26 تشرين الثاني 2018 |
| 5       | الداخلية                                      |        | محمد خالد الرحمون          | حزب البعث العربي الاشتراكي        |       | 26 تشرين الثاني 2018 | 8 كانون الأول 2024   |
| 6       | التربية                                       |        | هزوان الوز                 | حزب البعث العربي الاشتراكي        |       | 23 حزيران 2012       | 26 تشرين الثاني 2018 |
| 6       | التربية                                       |        | عماد موفق العزب            | حزب البعث العربي الاشتراكي        |       | 26 تشرين الثاني 2018 | 30 آب 2020           |
| 7       | العدل                                         |        | نجم حمد الأحمد             | حزب البعث العربي الاشتراكي        |       | 16 آب 2012           | 29 آذار 2017         |
| 7       | العدل                                         |        | هشام محمد ممدوح الشعار     |                                   |       | 29 آذار 2017         | 30 آب 2020           |
| 8       | الأشغال العامة والإسكان                       |        | حسين عرنوس                 | حزب البعث العربي الاشتراكي        |       | 9 شباط 2013          | 26 تشرين الثاني 2018 |
| 8       | الأشغال العامة والإسكان                       |        | سهيل عبد اللطيف            |                                   |       | 26 تشرين الثاني 2018 | 23 ايلول 2024        |
| 9       | الزراعة والإصلاح الزراعي                      |        | أحمد القادري               | حزب البعث العربي الاشتراكي        |       | 9 شباط 2013          | 30 آب 2020           |
| 10      | وزارة السياحة                                 |        | بشر رياض يازجي             | حزب البعث العربي الاشتراكي        |       | 22 آب 2013           | 26 تشرين الثاني 2018 |
| 10      | وزارة السياحة                                 |        | محمد رامي مارتيني          |                                   |       | 26 تشرين الثاني 2018 | 10 كانون الأول 2024  |
| 11      | التنمية الإدارية                              |        | حسان النوري                | المبادرة الوطنية للإدارة والتغيير |       | 27 آب 2014           | 29 آذار 2017         |
| 11      | التنمية الإدارية                              |        | سلام سفاف                  |                                   |       | 29 آذار 2017         | 10 كانون الأول 2024  |
| 12      | الصحة                                         |        | نزار وهبه يازجي            | حزب البعث العربي الاشتراكي        |       | 27 آب 2014           | 30 آب 2020           |
| 13      | الشؤون الاجتماعية والعمل                      |        | ريما القادري               | حزب البعث العربي الاشتراكي        |       | 20 آب 2015           | 30 آب 2020           |
| 14      | الصناعة                                       |        | أحمد الحمو                 | حزب البعث العربي الاشتراكي        |       | 3 تموز 2016          | 1 كانون الثاني 2018  |
| 14      | الصناعة                                       |        | محمد مازن علي يوسف         |                                   |       | 1 كانون الثاني 2018  | 26 تشرين الثاني 2018 |
| 14      | الصناعة                                       |        | محمد معن زين العابدين جذبة |                                   |       | 26 تشرين الثاني 2018 | 30 آب 2020           |
| 15      | الاقتصاد والتجارة الخارجية                    |        | أديب ميالة                 |                                   |       | 3 تموز 2016          | 29 آذار 2017         |
| 15      | الاقتصاد والتجارة الخارجية                    |        | محمد سامر الخليل           |                                   |       | 29 آذار 2017         | 23 أيلول 2024        |
| 16      | التعليم العالي                                |        | عاطف نداف                  | حزب البعث العربي الاشتراكي        |       | 3 تموز 2016          | 26 تشرين الثاني 2018 |
| 16      | التعليم العالي                                |        | بسام إبراهيم               |                                   |       | 26 تشرين الثاني 2018 | 23 ايلول 2024        |
| 17      | الإدارة المحلية                               |        | حسين مخلوف                 | حزب البعث العربي الاشتراكي        |       | 3 تموز 2016          | 31 تموز 2016         |
|         | الإدارة المحلية والبيئة                       |        | حسين مخلوف مخلوف           | حزب البعث العربي الاشتراكي        |       | 31 تموز 2016         | 13 كانون الأول 2023  |
| 18      | الاتصالات والتقانة                            |        | علي الظفير                 |                                   |       | 3 تموز 2016          | 26 تشرين الثاني 2018 |
| 18      | الاتصالات والتقانة                            |        | إياد الخطيب                |                                   |       | 26 تشرين الثاني 2018 | 1 تموز 2024          |
| 19      | النفط والثروة المعدنية                        |        | علي غانم                   |                                   |       | 3 تموز 2016          | 30 آب 2020           |
| 20      | الإعلام                                       |        | محمد رامز ترجمان           | حزب البعث العربي الاشتراكي        |       | 3 تموز 2016          | 1 كانون الثاني 2018  |
| 20      | الإعلام                                       |        | عماد عبد الله سارة         |                                   |       | 1 كانون الثاني 2018  | 9 آب 2021            |
| 21      | الثقافة                                       |        | محمد الأحمد                |                                   |       | 3 تموز 2016          | 30 آب 2020           |
| 22      | النقل                                         |        | علي الحمود                 | حزب البعث العربي الاشتراكي        |       | 3 تموز 2016          | 30 آب 2020           |
| 23      | الكهرباء                                      |        | محمد زهير خربوطلي          | حزب البعث العربي الاشتراكي        |       | 3 تموز 2016          | 30 آب 2020           |
| 24      | وزارة المالية                                 |        | مأمون حمدان                |                                   |       | 3 تموز 2016          | 30 آب 2020           |
| 25      | الموارد المائية                               |        | نبيل الحسن                 |                                   |       | 3 تموز 2016          | 26 تشرين الثاني 2018 |
| 25      | الموارد المائية                               |        | حسين عرنوس                 | حزب البعث العربي الاشتراكي        |       | 26 تشرين الثاني 2018 | 30 آب 2020           |
| 26      | التجارة الداخلية وحماية المستهلك              |        | عبد الله الغربي            | حزب البعث العربي الاشتراكي        |       | 3 تموز 2016          | 26 تشرين الثاني 2018 |
| 26      | التجارة الداخلية وحماية المستهلك              |        | عاطف نداف                  | حزب البعث العربي الاشتراكي        |       | 26 تشرين الثاني 2018 | 11 أيار 2020         |
| 26      | التجارة الداخلية وحماية المستهلك              |        | طلال البرازي               | حزب البعث العربي الاشتراكي        |       | 11 أيار 2020         | 9 آب 2021            |
| 27      | الدولة لشؤون المصالحة الوطنية                 |        | علي حيدر                   | الحزب السوري القومي الاجتماعي     |       | 23 حزيران 2012       | 26 نوفمبر 2018       |
| –       | وزير دولة لشؤون مشاريع تنمية المنطقة الجنوبية |        | رافع أبو سعد               | الحزب الشيوعي السوري              |       | 3 تموز 2016          | 30 آب 2020           |
| –       | وزيرة دولة لشؤون الاستثمار                    |        | وفيقة حسني                 | الحزب الشيوعي السوري الموحد       |       | 3 تموز 2016          | 30 آب 2020           |
| –       | وزيرة دولة                                    |        | سلوى عبد الله              | حزب الاتحاد الاشتراكي العربي      |       | 3 تموز 2016          | 30 آب 2020           |
| –       | وزير دولة                                     |        | عبد الله عبد الله          | حزب الوحدويين الاشتراكيين         |       | 3 تموز 2016          | 30 آب 2020           |

## روابط خارجية
- البيان الوزاري لحكومة عماد خميس
- مجلس الوزراء السوري
- الحكومات السورية على موقع رئاسة مجلس الوزراء
- الحكومات السورية على موقع مجلس الشعب السوري
- وزارات الدولة على بوابة الحكومة الإلكترونية السورية
- الوزارات والهيئات الحكومية على موقع مجلس الشعب السوري